# 비운동권
비운동권(非運動圈)이란 1990년대 말부터 진보적, 보수적 학생운동과 무관한 '비정치적'인 대학 분위기를 추구하기 시작한 학생들의 움직임을 지칭한다. ‘운동권’이라고 널리 불리는 한총련 등 계열의 학생운동 진영에 반대해 나타난 것으로, 처음에는 보수적 학생운동 진영을 포괄하는 표현이었으나 현재는 반운동권과는 분리해서 보는 것이 일반적이다.

현재 비운동권이 정확히 무엇을 지칭하는지에 대해서는 일반적인 합의는 없다. 보수적 학생운동 진영을 포괄하기도 하며, 보수적 학생운동을 따로 '반운동권'이라고 부르며, 어떠한 학생운동과도 무관한 세력만이 '비운동권'이라는 정의도 있다. 비운동권 학생들은 학생운동 세력들과는 달리 특별한 기반단체는 없다. 보수적 학생운동이 아닌 '비운동권'의 경우 일부는 학교의 지원을 받기도 하지만, 운동권 학생회의 지나친 정치 색깔에 반감으로 등장한 경우도 많다.
특히 1996년 한총련의 연세대 점거 사태를 계기로 대학 내 운동권이 빠르게 쇠퇴하였고 2002년 시점에는 전국 주요대학 총학생회의 약 50%가 '비운동권'을 표방하였다. 2020년대에는 여러 주요 대학에서 총학선거가 역대 최저 투표율을 기록하고 무산되기에 이르며 대학의 탈운동권 경향이 다시 주목받았다. 다만 신진욱 중앙대 교수는 “총학생회에 대한 무관심을 탈(脫)정치화라고 보기는 어렵다”며 “총학이라는 거대 조직이 리더십을 발휘하는 학생 자치보다 소규모 조직에 상황에 따라 연대하는 정치 활동이 많아진 것으로 봐야 한다”고 말했다.

## 같이 보기
- 학생운동
- 운동권
- 반운동권
- 논포리(일본의 비운동권)
- 비정치주의